# Ybris (film)
Ybris è un film del 1984 diretto ed interpretato da Gavino Ledda.

## Trama
Lo scrittore-regista ritorna nei suoi luoghi d'origine, ma viene trattato dai suoi compaesani come fosse un estraneo. Ammalatosi d'ulcera, viene preso da attacchi di delirio durante i quali riceverà le apparizioni rispettivamente degli Amuntadores, folletti della tradizione sarda (che attribuiranno la sua malattia al fatto di essersi allontanato dalle sue tradizioni natie), dell'amico Leonardo, da lui trasfigurato in Leonardo da Vinci, e della dea Atena. Alla fine riuscirà a ritrovare se stesso.

## Produzione
Tratto dal romanzo Lingua di falce dello stesso Ledda e prodotto da Raitre, fu realizzato in due versioni: una cinematografica da 124 minuti ed un'altra televisiva lunga 184 minuti. Quest'ultima edizione è stata trasmessa in prima visione sulla stessa rete nel 1986, per quattro Venerdì consecutivi in seconda serata, dal 19 settembre al 10 ottobre.
È stato presentato alla 41ª Mostra internazionale d'arte cinematografica di Venezia e all'Annecy cinéma italien.

## Accoglienze
Paolo Mereghetti, nel suo Dizionario dei Film, definisce la pellicola come fin troppo autocelebrativa e dai toni involontariamente ridicoli, nonostante i riferimenti al mondo classico e alla psicoanalisi.
A Venezia 1986 ottenne però anche un certo consenso da parte della critica.